# Маглај
Маглај је градско насеље и сједиште општине Маглај, једна од 12 општина у Зеничко-добојском кантону. У њему је према попису становништва из 2013. године живело 6.099 становника, а у целој општини 23.146.
Пре рата Маглај је био индустријски центар, у којем се налази индустрија целулозе и папира „Натрон“, али у ратном периоду њени погони су претрпели велику штету.

## Историја
Сам град се први пут спомиње у повељи "Sub castro nostro Maglaj" (под нашом тврђавом Маглај). Маглај је 2008. године обележио 600 година од првог помињања у писаним документима.
У историјском смислу посебно је значајно подручје Старог града гдје је до данас сачувана тврђава, Јусуф — пашина џамија Куршумлија, Фазли — пашина џамија и џамија Сукија. Ту је и конак који је реновиран 1999. године, и црква Св. Леополда (први пут се спомиње 1638. године).
Између два светска рата град је економски опадао, за муслимане и православце у околини је речено да живе у слози, да једни другима помажу у градњи храмова, али да "варошани покушавају да распире мржњу".

### Други свјетски рат
Из Маглаја су 27. августа 1941. године похапшени сви Срби који су се нашли у месту, одведени у оближње село Рјечица и ту на најсвирепији начин поубијани. Тада је страдало око 300 Срба.
У срезу маглајском „села Ошве, Крсно Поље, Српска Ријечица и Трбук, потпуно су уништена, куће попаљене и имовина опљачкана.

### Рат у Босни и Херцеговини
За време грађанског рата у БиХ 1992—1995, Маглај је претрпео доста штете.

## Становништво
По последњем службеном попису становништва из 1991. године, Општина Маглај је имала 43.388 становника, распоређених у 56 насељених места.

#### Насељено место Маглај, национални састав
|                      | 2013.          | 1991.           | 1981.           | 1971.           |
| Укупно               | 6 099 (100,0%) | 7 957 (100,0%)  | 6 913 (100,0%)  | 5 952 (100,0%)  |
| Бошњаци              | 5 522 (90,54%) | 4 292 (53,94%)1 | 3 422 (49,50%)1 | 3 421 (57,48%)1 |
| Босанци              | 152 (2,492%)   | –               | –               | –               |
| Срби                 | 142 (2,328%)   | 1 975 (24,82%)  | 1 585 (22,93%)  | 1 593 (26,76%)  |
| Хрвати               | 123 (2,017%)   | 446 (5,605%)    | 416 (6,018%)    | 582 (9,778%)    |
| Неизјашњени          | 60 (0,984%)    | –               | –               | –               |
| Босанци и Херцеговци | 41 (0,672%)    | –               | –               | –               |
| Остали               | 24 (0,394%)    | 218 (2,740%)    | 30 (0,434%)     | 112 (1,882%)    |
| Муслимани            | 14 (0,230%)    | –               | –               | –               |
| Албанци              | 8 (0,131%)     | –               | 15 (0,217%)     | 10 (0,168%)     |
| Југословени          | 3 (0,049%)     | 1 026 (12,89%)  | 1 419 (20,53%)  | 197 (3,310%)    |
| Словенци             | 3 (0,049%)     | –               | 11 (0,159%)     | 22 (0,370%)     |
| Турци                | 3 (0,049%)     | –               | –               | –               |
| Украјинци            | 2 (0,033%)     | –               | –               | –               |
| Македонци            | 1 (0,016%)     | –               | 1 (0,014%)      | 1 (0,017%)      |
| Православци          | 1 (0,016%)     | –               | –               | –               |
| Црногорци            | –              | –               | 14 (0,203%)     | 14 (0,235%)     |

1. 1 На пописима од 1971. до 1991. Бошњаци су пописивани углавном као Муслимани.

## Познате личности
- Едхем Мулабдић, књижевник
- Шемса Суљаковић, певачица
- Бахрудин Ченгић, редитељ
- Џевад Галијашевић, политички аналитичар